# Germano do Alasca
Germano do Alasca (em russo:  Герман Аляскинский, c. 1750, Sérpukhov, Governorado de Moscou, Império Russo - 15 de novembro de 1836, Ilha Spruce, Alasca Russo) foi um monge da Igreja Ortodoxa Russa e missionário no Alasca, que na época fazia parte da América Russa. Sua abordagem gentil e vida ascética o fez conquistar o respeito de ambos nativos do Alasca e dos colonialistas russos. É considerado por muitos o padroeiro da América do Norte.

## Início da vida
Pouco se sabe sobre a vida de Germano antes de entrar para a vida monástica. Sua biografia oficial, que foi publicada pelo Monastério de Valaam em 1867, afirma que seu nome de nascimento é desconhecido, mas é sabido que Germano nasceu de uma família de mercantes em Sérpukhov, uma cidade no Governorado de Moscou. Depois se tornou noviço no Eremitério de São Sergio perto de São Petersburgo antes de ir para Valaam para completar seu treinamento e realizar sua tonsura como monge.(p21) Porém, o biógrafo contemporâneo Sergei Korsun afirma que essa informação, fornecida por Semion Yanovksi, administrador da Companhia Russo-Americana (CRA) no Alasca é errônea. Segundo Sergei, houve uma confusão entre a informação biográfica de Germano e a de outro monge. (p10)
Outro ex-administrador da CRA, Ferdinand von Wrangel, afirmou que Germano era originalmente de uma próspera família no Governorado de Vonorej, além de ter servido no exército, e depois entrou para a vida monástica no Mosteiro de Sarov. Tal informação coincidiu com o testemunho do Arquimandrita Teófano (Sokolov) e uma letra escrita pelo próprio Germano, tais fontes confirmam que Germano começou sua vida monástica em Sarov e depois recebeu a tonsura em Valaam.(p11) Um jovem clérigo militar chamado Egor Ivanovich Popov, do Governorado de Voronej, foi tonsurado com o nome "Germano" em Valaam no ano de 1782.(p5)
Todos os biógrafos concordam que em Valaam, Germano estudou sob a tutela do abade Nazário, anteriormente do monastério de Sarov. O abade foi influenciado pela tradição hesicasta de Paisio Velitchkovski. Germano foi obediente e tinha uma boa reputação entre os monges, mas queria uma vida mais solitária. Germano se tornou um eremita com a bênção do abade Nazário.(p7-9) Seu eremitério ficava a dois quilômetros do monastério. O metropolita Gabriel de São Petersburgo ofereceu a Germano a chance de ser ordenado ao sacerdócio e o convidou a enviá-lo como líder em uma missão da Igreja Ortodoxa Russa na China, mas ele recusou, preferindo viver uma vida solitária como um simples monge.(9-10) Anos após sua ida à América do Norte, Germano continuou a manter contato com sua casa espiritual.(p22) Em uma carta para o abade Nazário, escreveu: "em minha mente eu imagino minha amada Valaam, e constantemente a observo através do grande oceano".(p153)

## Missão no Alasca
A colonização russa continente americano começou quando Vitus Bering e Aleksei Chirikov descobriram o Alasca em 1741. A expedição coletou 1.500 lontras-marinhas, as quais mercadores chineses compraram por 1.000 rublos cada em seus postos de venda perto do Lago Baical, o que causou um aumento drástico na venda de peles de 1741 a 1798, quando homens da fronteira conhecidos como promyshlenniki exploraram o Alasca e as Ilhas Aleutas e ao mesmo tempo lutaram e casaram-se com os povos nativos.(p81-88) Grigory Shelikhov, um comerciante de pelos, subjugou a população nativa de Kodiak e fundou, junto com Ivan Golikov, uma empresa de comércio de pelos que eventualmente recebeu um monopólio do governo imperial e se tornou a Companhia Russo-Americana. Shelikhov abriu uma escola para os nativos, os quais vários foram convertidos à Ortodoxia.(p11-12)(p89-93)
Selikhov e Golikov enviaram um pedido para o Santo Sínodo da Igreja Ortodoxa Russa para que fosse enviado um sacerdote para os nativos. Catarina II da Rússia decidiu mandar uma missão inteira para para o Alasca. A quem confiou o cargo de recrutar missionários ao metropolita Gabriel de S. Petersburgo, que enviou dez monges de Valaam, incluindo Germano.(p13-14) Os missionários chegaram em Kodiak no dia 24 de setembro de 1794.(p109)
Germano e os outros missionários encontraram uma dura realidade em Kodiak que não correspondia às descrições róseas de Shelikhov. Os nativos da ilha, chamados de "americanos" pelos colonizadores russos, foram sujeitos a um duro tratamento por parte da Companhia Russo-Americana, que estava sendo supervisada pelo administrador Alexander Baranov, que posteriormente se tornou o primeiro governante da colônia. Os nativos foram forçados a caçar lontras-marinhas mesmo durante o clima extremamente frio, mulheres e crianças também sofreram abusos.(p109) Os monges também ficaram abismados com o alcoolismo iminente na população russa, e o fato de que a maioria dos colonizadores haviam amantes nativas.(p29) Os monges também não tinham acesso aos suprimentos prometidos por Shelikhov,(p108) e tiveram que arar o solo com instrumentos de madeira.(p24) Apesar das dificuldades, os monges conseguiram batizar mais de 7.000 nativos na região de Kodiak, além de terem construído uma igreja e um monastério. Germano foi designado para padaria e agiu como administrador (ekonom) da missão.(p24, 50)
Os monges se tornaram defensores da população nativa de Kodiak. Germano foi notado por seu zelo em protegê-los das demandas excessivas da CRA, e Baranov o denegriu em uma carta como um "péssimo escritor e tagarela".(p50) Um historiador contemporâneo compara Germano com o frei católico romano Bartolomeu de las Casas, que defendeu os direitos dos nativos da América do Sul contra os espanhóis.(p55)
Depois de uma década no Alasca, Germano tornou-se chefe da missão em 1807, embora não fosse ordenado para o sacerdócio. A população local o amava e respeitava, Germano tinha boas relações até mesmo com Baranov.(p68) Germano administrou a escola da missão, onde além de alfabetizar os nativos ensinou matérias eclesiásticas como canto e catecismo, também ensinou agricultura na Ilha Spruce, onde se mudou depois de resignar de suas funções em Kodiak, devido ao tempo como monge.(p76, 89)